# Leningradskaja simfonija
Leningradskaja simfonija (Ленинградская симфония) è un film del 1957 diretto da Zachar Markovič Agranenko.